# 摩周湖農業協同組合
摩周湖農業協同組合（ましゅうこのうぎょうきょうどうくみあい、英称：JA Mashuuko ）は北海道弟子屈町に本所を置く農業協同組合である。略称はJA摩周湖。当農協の営業区域は 弟子屈町の一円である。
全国的に有名な摩周湖が営業区域内にあり、広大な湿地帯が広がる。

## 概要
2000年（平成12年）に摩周農協、弟子屈町農協の弟子屈町の2つの農協の合併によって設立。
酪農が盛んである他、摩周メロンやジャガイモ等の生産も行われている。
- 正組合員数 125名
- 准組合員数 565名

## 事務所の一覧
カッコ内は所在地
- 本所 （川上郡弟子屈町中央3丁目7-12）